# Saint-Marcel, Morbihan

Saint-Marcel este o comună în departamentul Morbihan, Franța. În 1 ianuarie 2022 avea o populație de 1.129 de locuitori.